# Litsea longepedunculata
Litsea longepedunculata är en lagerväxtart som beskrevs av André Joseph Guillaume Henri Kostermans. Litsea longepedunculata ingår i släktet Litsea och familjen lagerväxter. Inga underarter finns listade i Catalogue of Life.